# عناب (حماة)
عناب قرية في منطقة الغاب في محافظة حماة وتبعد عن مدينة حماة حوالي 75 كم غرباً .

## روابط خارجية
- عناب - موقع محافظة حماة